# Friedrich Breuninger
Friedrich Breuninger (* 11. Oktober 1794 in Backnang; † 3. Mai 1880 in Kirchheim unter Teck) war ein deutscher Apotheker.
Er lernte in Backnang die Pharmazie. Anschließend war er dort und in Heilbronn bei Gustav Mayer Gehilfe. Außerdem war er Feldapotheker im 1. und 2. Feldzug gegen Frankreich, Gehilfe in Tübingen bei Gustav Friedrich Märklin, in Kirchheim unter Teck bei Gottlob Gaupp und in der Hofapotheke in Stuttgart. 1820 legte er sein Apothekerexamen in Stuttgart ab. Ein Jahr später übernahm er die Untere Apotheke seines früheren Chefs in Kirchheim unter Teck.
Da Friedrich Breuninger im Betrieb seiner Apotheke nicht genügend Befriedigung fand, versuchte er, wie manch anderer württembergischer Apotheker, mit der Leitung eines Fabrikationsbetriebs sein Glück. 1844 erwarb er auf der Albhochfläche zwischen Schopfloch und Ochsenwang 52 Morgen Torffeld und errichtete ein Torfwerk. Er konnte weder den Absatz noch genügend Arbeitskräfte gewinnen, sodass dieses Unternehmen scheiterte.
Seinen nächsten Versuch startete er in Kirchheim unter Teck. Hier erwarb er einen Platz für ein Laboratorium und beschäftigte sich mit der Produktion von Chlorkalk. Im Jahre 1849 kaufte er Grundstücke am Zusammenfluss der Lauter und Lindach und errichtete ein Fabrik- und Wohngebäude mit Wasserwerk. Ab 1850 stellte er dort künstliches Ultramarin her. Um die Ultramarinfabrik weiter auszubauen, verkaufte Friedrich Breuninger 1851 seine Apotheke an Hölzle. In der Fabrik wurden jährlich 200 Zentner Ultramarin, welches ins In- und Ausland verkauft wurde, hergestellt. Friedrich Breuninger erhielt im Jahr 1851 auf einer Ausstellung in München einen chemischen Preis für Ultramarin.
Als er seinen Handel nach Amerika ausweitete, kam er in finanzielle Schwierigkeiten. Die Unterstützung vom Staat lehnte er ab, sodass seine Betriebe 1856 insolvent gingen und verkauft werden mussten.